# Saison 1930-1931 de la Juventus FC
Maillots
Chronologie
Saison précédente Saison suivante
La saison 1930-1931 du Foot-Ball Club Juventus est la vingt-neuvième de l'histoire du club, créé trente-quatre ans plus tôt en 1897.
Le club du Piémont prend ici part à la 31e édition du championnat de Serie A, ainsi qu'à la 5e édition de la Coupe d'Europe centrale.

## Historique

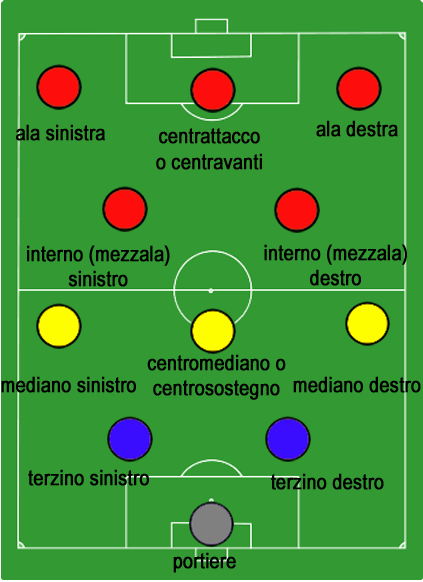
Nouvelle disposition adoptée par la Juventus de Carlo Carcano au début des années 1930, dite du Metodo, ou du WW.

Cette saison, le Foot-Ball Club Juventus du président Edoardo Agnelli, tente de reconquérir un titre de champion d'Italie et d'Europe centrale.
Durant cette saison, l'écossais Billy Aitken et son jeu discipliné et rugueux laisse sa place sur le banc à l'ex-sélectionneur italien Carlo Carcano, qui va révolutionner le club bianconero avec son système de jeu innovateur du Metodo (sous forme de 2-3-2-3), prévu pour soutenir les attaquants grâce au grand nombre de milieux (dont des ailiers rapides), et pour renforcer le trio défensif Combi-Rosetta-Caligaris (qui sera considéré comme un des meilleurs trio défensifs de tous les temps).
La Juve met les moyens et se renforce avec deux nouveaux gardiens de but, Alfredo Bodoira et Umberto Ghibaudo. Au milieu arrive l'argentin Eugenio Castellucci, ainsi que Francesco Rier et Aldo Vollono, puis en attaque débarquent l'argentin José Maglio, ainsi que Giovanni Ferrari, Gilberto Pogliano et Giovanni Vecchina.
La société juventina commence sa saison en automne, avec la Serie A 1930-1931.
C'est le dimanche 28 septembre 1930 que la Juve joue le premier match de sa saison contre les lombards de Pro Patria en s'imposant d'entrée sur le score de 4 buts à 1 grâce à des buts de Cesarini et Vecchina (triplé). À Milan, le club gagne ensuite 3 à 0 contre l'AC Milan la semaine suivante avec un but de Munerati et un doublé d'Orsi. Les piémontais remportent ensuite 6 victoires consécutives avant d'être arrêtés dans leur série lors de la 9e journée contre Naples 2-1, malgré Cesarini qui sauva l'honneur. Le 14 décembre, les bianconeri remportent un de leurs deux matchs les plus importants, le symbolique derby de Turin contre le Torino au Corso Marsiglia 2-0 (buts de Munerati et Cesarini). Une semaine plus tard, le club de Turin perd à l'extérieur 2 à 1 contre les romains de la Lazio au Stadio Rondinella (but de la Juve de Ferrari), mais gagne contre les géants milanais de l'Ambrosiana-Inter 3 buts à 2 sur leurs terres (buts de Vecchina, Cesarini et Ferrari). Pour le premier match de la phase retour, les bianconeri remportent leur match retour 3-1 contre Pro Patria le 8 février 1931, avec un but contre son camp de Fizzotti et un doublé d'Orsi. Entre la 21e et la 24e, l'effectif juventino inscrit en tout 18 buts (5-1, 5-0 et deux fois 4-1), avant d'être stoppée sur une série de huit succès d'affilée par Bologne par 4 buts à 0 chez eux. Le 4 juin, la Juventus écrase Modène 4-1 (réalisations de Ferrari, Orsi, Rier et Guandalini contre son camp) à Turin, ce qui est la dernière grosse victoire de la saison, avant de finir avec 2 victoires et 2 nuls (dernier match le 28 juin contre Livourne qui se finit sur le score de parité un but partout, avec un but bianconero de Ferrari).

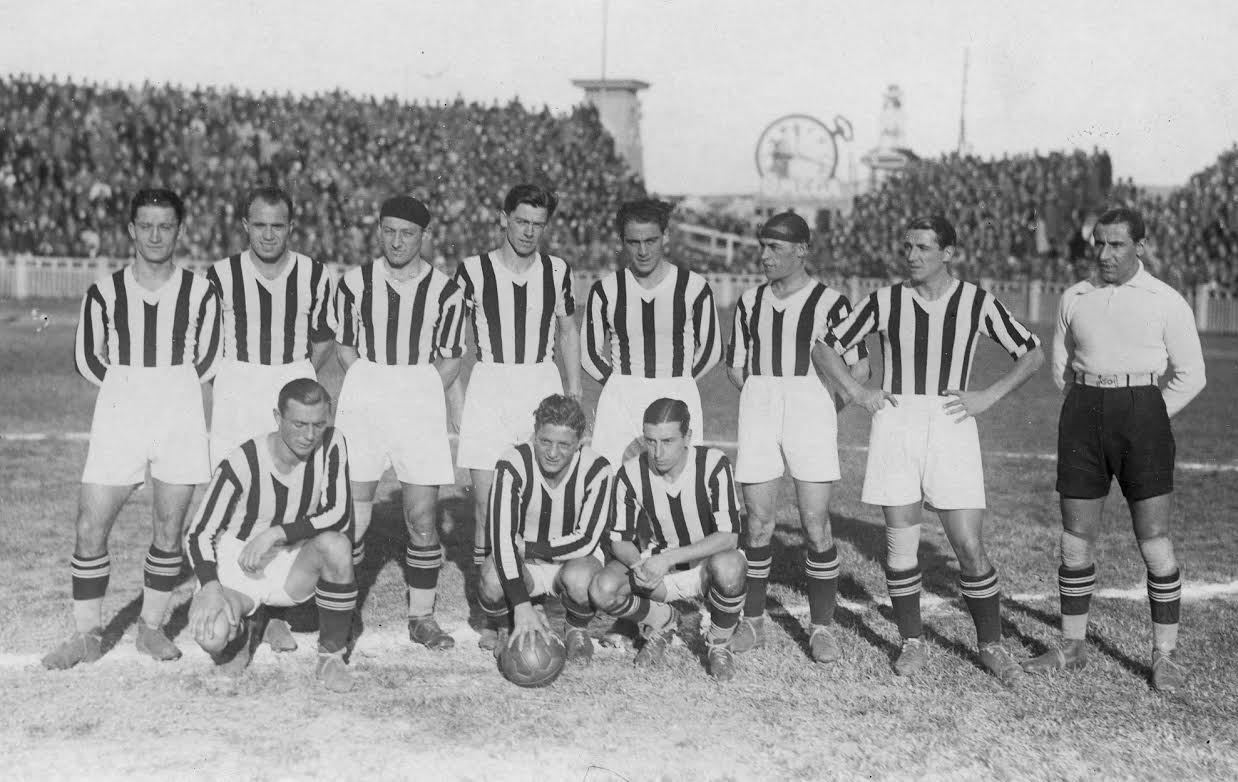
Les Turinois champions d'Italie, au 1e scudetto du futur Quinquennat d'or du club.

Finalement, avec 55 points, 4 de plus que son poursuivant de la Roma, le FBC Juventus finit premier de ce championnat d'Italie de Serie A 1930-1931 et remporte son troisième scudetto, grâce à ses 24 victoires (contre 5 matchs nuls et 4 défaites).
Ce premier titre d'une future longue série, annonce une nouvelle ère pour le club de Carcano et sa méthode du WW.
Raimundo Orsi, avec 20 buts inscrits dans la compétition, finit troisième meilleur buteur de la saison en Serie A.
Durant l'été 1931, le club enregistre l'arrivée de 4 nouveaux joueurs, avec le portier de la Lazio Ezio Sclavi, le défensif oriundo de San Lorenzo Luis Monti, le milieu d'Alexandrie Luigi Bertolini, ainsi que l'attaquant argentin de San Lorenzo José Maglio.
Au mois de juillet, le Foot-Ball Club Juventus participe pour la seconde fois de son histoire à un tournoi international, la Coupe d'Europe centrale. Le 12 juillet à domicile, les juventini battent leur adversaire désigné, les tchécoslovaques du Sparta Prague, sur le score de 2 à 1 grâce à Cesarini et Munerati. Le match retour disputé 10 jours plus tard à Prague voit le Sparta s'imposer au  Stadion Letná 1-0. Une partie de barrage doit alors départager les deux formations, sur terrain neutre, à Vienne en Autriche. L'aventure européenne s'arrête là pour la Juventus, qui est alors éliminée 3-2 (malgré des buts d'Orsi et Ferrari).

## Déroulement de la saison

### Résultats en championnat
- Phase aller

| dimanche 28 septembre 1930 1re journée | Juventus                            | 4 - 1 | Pro Patria  | Campo di Corso Marsiglia, Turin 15h00 Arbitre : Sardi |
| dimanche 28 septembre 1930 1re journée | Cesarini 1re · Vecchina 31e 75e 84e |       | 77e Colombo | Campo di Corso Marsiglia, Turin 15h00 Arbitre : Sardi |

| dimanche 5 octobre 1930 2e journée | Milan | 0 - 3                      | Juventus | Stadio San Siro, Milan 15h00 Arbitre : Turbiani |
| dimanche 5 octobre 1930 2e journée |       | 4e 73e Munerati · 78e Orsi |          | Stadio San Siro, Milan 15h00 Arbitre : Turbiani |

| dimanche 12 octobre 1930 3e journée | Juventus            | 2 - 0 | Casale | Campo di Corso Marsiglia, Turin 15h00 Arbitre : Bertoli |
| dimanche 12 octobre 1930 3e journée | Orsi 68e (pen.) 82e |       |        | Campo di Corso Marsiglia, Turin 15h00 Arbitre : Bertoli |

| dimanche 19 octobre 1930 4e journée | Pro Vercelli | 1 - 3 | Juventus                              | Foro Boario, Verceil 15h00 Arbitre : Caironi |
| dimanche 19 octobre 1930 4e journée | Ferraris 76e |       | 9e Vecchina · 24e Munerati · 37e Orsi | Foro Boario, Verceil 15h00 Arbitre : Caironi |

| dimanche 26 octobre 1930 5e journée | Juventus                              | 3 - 2 | Roma                     | Campo di Corso Marsiglia, Turin 15h00 Arbitre : Bertoli |
| dimanche 26 octobre 1930 5e journée | Munerati 8e · Cesarini 18e · Orsi 61e |       | 4e Fasanelli · 63e Chini | Campo di Corso Marsiglia, Turin 15h00 Arbitre : Bertoli |

| dimanche 2 novembre 1930 6e journée | Genova | 0 - 3                      | Juventus | Campo di Via del Piano, Gênes 14h30 Arbitre : Caironi |
| dimanche 2 novembre 1930 6e journée |        | 44e Orsi · 87e 89e Ferrari |          | Campo di Via del Piano, Gênes 14h30 Arbitre : Caironi |

| dimanche 9 novembre 1930 7e journée | Alexandrie                 | 2 - 3 | Juventus                                     | Campo del Littorio, Alexandrie 14h30 Arbitre : Gama |
| dimanche 9 novembre 1930 7e journée | Borelli 16e · Chierico 47e |       | 58e (csc) 89e (csc) Bertolini · 82e Vecchina | Campo del Littorio, Alexandrie 14h30 Arbitre : Gama |

| dimanche 16 novembre 1930 8e journée | Juventus | 1 - 0 | Legnano | Campo di Corso Marsiglia, Turin 14h30 Arbitre : Barlassina |
| dimanche 16 novembre 1930 8e journée | Orsi 17e |       |         | Campo di Corso Marsiglia, Turin 14h30 Arbitre : Barlassina |

| dimanche 23 novembre 1930 9e journée | Juventus     | 1 - 2 | Naples                     | Campo di Corso Marsiglia, Turin 14h30 Arbitre : Dani |
| dimanche 23 novembre 1930 9e journée | Cesarini 76e |       | 2e Buscaglia · 70e Vojak I | Campo di Corso Marsiglia, Turin 14h30 Arbitre : Dani |

| dimanche 30 novembre 1930 10e journée | Triestina | 0 - 0 | Juventus | Stadio Montebello, Trieste 14h30 Arbitre : Carraro |
| dimanche 30 novembre 1930 10e journée |           |       |          | Stadio Montebello, Trieste 14h30 Arbitre : Carraro |

| dimanche 7 décembre 1930 11e journée | Juventus                      | 2 - 0 | Bologne | Campo di Corso Marsiglia, Turin 14h30 Arbitre : Zorzi |
| dimanche 7 décembre 1930 11e journée | Ferrari 19e · Orsi 73e (pen.) |       |         | Campo di Corso Marsiglia, Turin 14h30 Arbitre : Zorzi |

| dimanche 14 décembre 1930 12e journée | Juventus                    | 2 - 0 | Torino | Campo di Corso Marsiglia, Turin 14h30 Arbitre : Rovida |
| dimanche 14 décembre 1930 12e journée | Munerati 13e · Cesarini 26e |       |        | Campo di Corso Marsiglia, Turin 14h30 Arbitre : Rovida |

| dimanche 21 décembre 1930 13e journée | Lazio                      | 2 - 1 | Juventus    | Stadio Rondinella, Rome 14h30 Arbitre : Gonani |
| dimanche 21 décembre 1930 13e journée | Pastore 20e · Cevenini 51e |       | 74e Ferrari | Stadio Rondinella, Rome 14h30 Arbitre : Gonani |

| dimanche 4 janvier 1931 14e journée | Modène        | 1 - 2 | Juventus                | Velodromo, Modène 14h30 Arbitre : Garbieri |
| dimanche 4 janvier 1931 14e journée | Piccaluga 48e |       | 32e Munerati · 52e Orsi | Velodromo, Modène 14h30 Arbitre : Garbieri |

| dimanche 11 janvier 1931 15e journée | Juventus                       | 3 - 0 | Brescia | Campo di Corso Marsiglia, Turin 14h30 Arbitre : Tagliabue |
| dimanche 11 janvier 1931 15e journée | Ferrari 44e 50e · Cesarini 65e |       |         | Campo di Corso Marsiglia, Turin 14h30 Arbitre : Tagliabue |

| dimanche 18 janvier 1931 16e journée | Ambrosiana-Inter                  | 2 - 3 | Juventus                                 | Stadio San Siro, Milan 14h30 Arbitre : Garbieri |
| dimanche 18 janvier 1931 16e journée | Vollono 11e (csc) · Serantoni 83e |       | 4e Vecchina · 51e Cesarini · 72e Ferrari | Stadio San Siro, Milan 14h30 Arbitre : Garbieri |

| dimanche 1er février 1931 17e journée | Juventus                                         | 4 - 1 | Livourne            | Campo di Corso Marsiglia, Turin 14h30 Arbitre : Dell'Era |
| dimanche 1er février 1931 17e journée | Ferrari 11e 62e (pen.) · Vecchina 30e · Rier 89e |       | 88e (pen.) Corsetti | Campo di Corso Marsiglia, Turin 14h30 Arbitre : Dell'Era |

- Phase retour

| dimanche 8 février 1931 18e journée | Pro Patria | 1 - 3 | Juventus                          | Stadium, Busto Arsizio 14h30 Arbitre : Dani |
| dimanche 8 février 1931 18e journée | Dusi 28e   |       | 25e (csc) Fizzotti · 34e 63e Orsi | Stadium, Busto Arsizio 14h30 Arbitre : Dani |

| dimanche 15 février 1931 19e journée | Juventus                                    | 3 - 3 | Milan                                    | Campo di Corso Marsiglia, Turin 14h30 Arbitre : Garbieri |
| dimanche 15 février 1931 19e journée | Ferrari 7e · Orsi 67e (pen.) · Munerati 73e |       | 15e Torriani · 30e Magnozzi · 40e Arcari | Campo di Corso Marsiglia, Turin 14h30 Arbitre : Garbieri |

| dimanche 1er mars 1931 20e journée | Casale | 0 - 1        | Juventus | Stade Natale Palli, Casale Monferrato 15h00 Arbitre : Caironi |
| dimanche 1er mars 1931 20e journée |        | 64e Munerati |          | Stade Natale Palli, Casale Monferrato 15h00 Arbitre : Caironi |

| dimanche 8 mars 1931 21e journée | Juventus                                       | 5 - 1 | Pro Vercelli | Campo di Corso Marsiglia, Turin 15h00 Arbitre : Barlassina |
| dimanche 8 mars 1931 21e journée | Orsi 40e · Vecchina 41e 70e 80e · Cesarini 55e |       | 23e Casalino | Campo di Corso Marsiglia, Turin 15h00 Arbitre : Barlassina |

| dimanche 15 mars 1931 22e journée | Roma                                                               | 5 - 0 | Juventus | Campo Testaccio, Rome 15h00 Arbitre : Carraro |
| dimanche 15 mars 1931 22e journée | Lombardo 6e · Volk 50e · Bernardini 62e (pen.) 79e · Fasanelli 88e |       |          | Campo Testaccio, Rome 15h00 Arbitre : Carraro |

| dimanche 22 mars 1931 23e journée | Juventus                              | 4 - 1 | Genova    | Campo di Corso Marsiglia, Turin 15h00 Arbitre : Rovida |
| dimanche 22 mars 1931 23e journée | Vecchina 2e 27e 52e · Orsi 67e (pen.) |       | 70e Patri | Campo di Corso Marsiglia, Turin 15h00 Arbitre : Rovida |

| dimanche 5 avril 1931 24e journée | Juventus                        | 4 - 1 | Alexandrie          | Campo di Corso Marsiglia, Turin 15h00 Arbitre : Barlassina |
| dimanche 5 avril 1931 24e journée | Munerati 13e 15e · Orsi 79e 89e |       | 23e (csc) Caligaris | Campo di Corso Marsiglia, Turin 15h00 Arbitre : Barlassina |

| dimanche 26 avril 1931 25e journée | Legnano   | 1 - 2 | Juventus                   | Stadio Giovanni Mari, Legnano 15h30 Arbitre : Lenti |
| dimanche 26 avril 1931 25e journée | Cidri 76e |       | 30e Munerati · 85e Ferrari | Stadio Giovanni Mari, Legnano 15h30 Arbitre : Lenti |

| dimanche 3 mai 1931 26e journée | Naples      | 1 - 2 | Juventus                   | Stadio Giorgio Ascarelli, Naples 15h30 Arbitre : Rovida |
| dimanche 3 mai 1931 26e journée | Vojak I 31e |       | 48e Ferrari · 73e Vecchina | Stadio Giorgio Ascarelli, Naples 15h30 Arbitre : Rovida |

| dimanche 10 mai 1931 27e journée | Juventus                                     | 4 - 0 | Triestina | Campo di Corso Marsiglia, Turin 15h30 Arbitre : Cassetta |
| dimanche 10 mai 1931 27e journée | Munerati 4e · Vecchina 34e 37e · Ferrari 45e |       |           | Campo di Corso Marsiglia, Turin 15h30 Arbitre : Cassetta |

| dimanche 24 mai 1931 28e journée | Bologne                            | 4 - 0 | Juventus | Stadio Littoriale, Bologne 15h30 Arbitre : Guarnieri |
| dimanche 24 mai 1931 28e journée | Reguzzoni 21e 62e 67e · Ottani 89e |       |          | Stadio Littoriale, Bologne 15h30 Arbitre : Guarnieri |

| dimanche 31 mai 1931 29e journée | Torino        | 1 - 1 | Juventus    | Stadio Filadelfia, Turin 15h30 Arbitre : Dani |
| dimanche 31 mai 1931 29e journée | Libonatti 78e |       | 27e Ferrari | Stadio Filadelfia, Turin 15h30 Arbitre : Dani |

| jeudi 4 juin 1931 31e journée | Juventus                                                 | 4 - 1 | Modène       | Campo di Corso Marsiglia, Turin 15h30 Arbitre : Melandri |
| jeudi 4 juin 1931 31e journée | Ferrari 16e · Orsi 23e · Rier 66e · Guandalini 72e (csc) |       | 79e Morselli | Campo di Corso Marsiglia, Turin 15h30 Arbitre : Melandri |

| dimanche 7 juin 1931 30e journée | Juventus                               | 3 - 1 | Lazio       | Campo di Corso Marsiglia, Turin 15h30 Arbitre : Lenti |
| dimanche 7 juin 1931 30e journée | Munerati 30e · Orsi 34e · Cesarini 62e |       | 53e Fantoni | Campo di Corso Marsiglia, Turin 15h30 Arbitre : Lenti |

| dimanche 14 juin 1931 32e journée | Brescia      | 1 - 1 | Juventus | Stadio Comunale, Brescia 15h30 Arbitre : Lenti |
| dimanche 14 juin 1931 32e journée | Giuliani 61e |       | 32e Orsi | Stadio Comunale, Brescia 15h30 Arbitre : Lenti |

| dimanche 21 juin 1931 33e journée | Juventus | 1 - 0 | Ambrosiana-Inter | Campo di Corso Marsiglia, Turin 15h30 Arbitre : Gonani |
| dimanche 21 juin 1931 33e journée | Orsi 38e |       |                  | Campo di Corso Marsiglia, Turin 15h30 Arbitre : Gonani |

| dimanche 28 juin 1931 34e journée | Livourne       | 1 - 1 | Juventus   | Villa Chayes, Livourne 15h30 Arbitre : Dani |
| dimanche 28 juin 1931 34e journée | Castellani 40e |       | 8e Ferrari | Villa Chayes, Livourne 15h30 Arbitre : Dani |

#### Classement
|  |    | Classement final 1930-1931 | Pts | MJ | V  | N | D | BP | BC | Dif |
|  | -- | -------------------------- | --- | -- | -- | - | - | -- | -- | --- |
|  | 1. | Juventus                   | 55  | 34 | 25 | 5 | 4 | 79 | 37 | +42 |
|  | 2. | Roma                       | 51  | 34 | 22 | 7 | 5 | 87 | 31 | +56 |
|  | 3. | Bologne                    | 48  | 34 | 21 | 6 | 7 | 81 | 33 | +48 |

| 3e titre La Juventus championne d'Italie de Serie A de 1930-1931 |

### Résultats en coupe d'Europe centrale
- Quarts-de-finale

| dimanche 12 juillet 1931 Match aller | Juventus                    | 2 - 1 | Sparta Prague | Campo di Corso Marsiglia, Turin Arbitre : Miesz |
| dimanche 12 juillet 1931 Match aller | Cesarini 39e · Munerati 88e |       | 60e Braine    | Campo di Corso Marsiglia, Turin Arbitre : Miesz |

| mercredi 22 juillet 1931 Match retour | Sparta Prague | 1 - 0 | Juventus | Stadion Letná, Prague 18h15 Arbitre : Miesz |
| mercredi 22 juillet 1931 Match retour | Haftl 61e     |       |          | Stadion Letná, Prague 18h15 Arbitre : Miesz |

| mercredi 2 septembre 1931 Match de barrage | Sparta Prague                          | 3 - 2 | Juventus               | Vienne 16h30 Arbitre : Ruoff |
| mercredi 2 septembre 1931 Match de barrage | Podrazil 25e · Nejedlý 58e · Silný 70e |       | 20e Orsi · 89e Ferrari | Vienne 16h30 Arbitre : Ruoff |

### Matchs amicaux
| dimanche 7 septembre 1930 | Novare | 0 - 7            | Juventus |  |
| dimanche 7 septembre 1930 |        | Buteurs inconnus |          |  |

| dimanche 14 septembre 1930 | Juventus         | 6 - 0 | Pavie |  |
| dimanche 14 septembre 1930 | Buteurs inconnus |       |       |  |

| dimanche 20 septembre 1930 | Juventus         | 6 - 0 | Budai |  |
| dimanche 20 septembre 1930 | Buteurs inconnus |       |       |  |

| jeudi 25 septembre 1930 | Juventus         | 1 - 3 | SpVgg Greuther Fürth |  |
| jeudi 25 septembre 1930 | Buteurs inconnus |       |                      |  |

| mardi 6 janvier 1931 | Lugano         | 1 - 2 | Juventus         |  |
| mardi 6 janvier 1931 | Buteur inconnu |       | Buteurs inconnus |  |

## Effectif du club
Effectif des joueurs du Foot-Ball Club Juventus lors de la saison 1930-1931.

## Buteurs
Voici ici les buteurs du Foot-Ball Club Juventus toute compétitions confondues.
| 21 buts - Raimundo Orsi 17 buts - Giovanni Ferrari 16 buts - Giovanni Vecchina | 14 buts - Federico Munerati 9 buts - Renato Cesarini 2 buts - Francesco Rier |